# Alfred Dunhill Championship
Die Alfred Dunhill Championship ist ein professionelles Golfturnier der Männer, das in Südafrika gespielt wird. Es gehört zur Sunshine Tour und ist eine von wenigen Veranstaltungen in Südafrika, die zusammen mit der European Tour ausgetragen wird.
Das Turnier wurde im Jahr 2000 eingerichtet, seine Ursprünge liegen jedoch bei den von Dunhill zwischen 1995 und 1999 gesponserten South African PGA Championship. Nachdem 1999 die Alfred Dunhill PGA Championship folgten, beschloss das Unternehmen seine Teilnahme an der South African PGA zu unterbrechen und ein eigenes Turnier zu erschaffen. Die erste Veranstaltung wurde im Januar 2000 im Houghton Golf Club in Johannesburg abgehalten und ersetzte die South African PGA Championship auf dem europäischen Tourkalender.
2004 verlegte man das Turnier in den Monat Dezember, so dass zwei Veranstaltungen in dem Jahr stattfanden. Nach dieser Änderung gehörten die Alfred Dunhill Championship zur European Tour-Saison des darauffolgenden Jahres. Zusätzlich siedelte man zum Leopard Creek Golf Club südlich vom Kruger-Nationalpark in Mpumalanga über.
Die Dunhill Championship sollte nicht mit der Dunhill Links Championship verwechselt werden, die ebenfalls zur European Tour zählt, jedoch mit einem wesentlich höherem Preisgeld ausgestattet ist und in Schottland gespielt wird.

## Siegerliste
| Jahr                        | Saison                                   | Saison                                   | Austragungsort                           | Sieger                                   | Ergebnis                                 | Vorsprung                                |
| Jahr                        | Sunshine                                 | European                                 | Austragungsort                           | Sieger                                   | Ergebnis                                 | Vorsprung                                |
| Alfred Dunhill Championship | Alfred Dunhill Championship              | Alfred Dunhill Championship              | Alfred Dunhill Championship              | Alfred Dunhill Championship              | Alfred Dunhill Championship              | Alfred Dunhill Championship              |
| --------------------------- | ---------------------------------------- | ---------------------------------------- | ---------------------------------------- | ---------------------------------------- | ---------------------------------------- | ---------------------------------------- |
| 2024                        | 2024–25                                  | 2025                                     | Leopard Creek GC                         | Shaun Norris                             | 275 (−13)                                | 1 Schlag                                 |
| 2023                        | 2023–24                                  | 2024                                     | Leopard Creek GC                         | Louis Oosthuizen                         | 270 (−18)                                | 2 Schläge                                |
| 2022                        | 2022–23                                  | 2023                                     | Leopard Creek GC                         | Ockie Strydom                            | 270 (−18)                                | 2 Schläge                                |
| 2021                        | Keine Austragung wegen COVID-19-Pandemie | Keine Austragung wegen COVID-19-Pandemie | Keine Austragung wegen COVID-19-Pandemie | Keine Austragung wegen COVID-19-Pandemie | Keine Austragung wegen COVID-19-Pandemie | Keine Austragung wegen COVID-19-Pandemie |
| 2020                        | 2020–21                                  | 2020                                     | Leopard Creek GC                         | Christiaan Bezuidenhout                  | 274 (−14)                                | 4 Schläge                                |
| 2019                        | 2019–20                                  | 2020                                     | Leopard Creek GC                         | Pablo Larrazábal                         | 280 (−8)                                 | 1 Schlag                                 |
| 2018                        | 2018–19                                  | 2019                                     | Leopard Creek GC                         | David Lipsky                             | 274 (−14)                                | 2 Schläge                                |
| 2017                        | Keine Austragung wegen Kurserneuerung    | Keine Austragung wegen Kurserneuerung    | Keine Austragung wegen Kurserneuerung    | Keine Austragung wegen Kurserneuerung    | Keine Austragung wegen Kurserneuerung    | Keine Austragung wegen Kurserneuerung    |
| 2016                        | 2016–17                                  | 2017                                     | Leopard Creek GC                         | Brandon Stone                            | 267 (−21)                                | 6 Schläge                                |
| 2015                        | 2015                                     | 2016                                     | Leopard Creek GC                         | Charl Schwartzel (4)                     | 273 (−15)                                | 4 Schläge                                |
| 2014                        | 2014                                     | 2015                                     | Leopard Creek GC                         | Branden Grace                            | 268 (−20)                                | 7 Schläge                                |
| 2013                        | 2013                                     | 2014                                     | Leopard Creek GC                         | Charl Schwartzel (3)                     | 271 (−17)                                | 4 Schläge                                |
| 2012                        | 2012                                     | 2013                                     | Leopard Creek GC                         | Charl Schwartzel (2)                     | 264 (−24)                                | 12 Schläge                               |
| 2011                        | 2011                                     | 2012                                     | Leopard Creek GC                         | Garth Mulroy                             | 269 (−19)                                | 2 Schläge                                |
| 2010                        | 2010                                     | 2011                                     | Leopard Creek GC                         | Pablo Martín (2)                         | 277 (−11)                                | 2 Schläge                                |
| 2009                        | 2009                                     | 2010                                     | Leopard Creek GC                         | Pablo Martín                             | 271 (−17)                                | 1 Schlag                                 |
| 2008                        | 2008                                     | 2009                                     | Leopard Creek GC                         | Richard Sterne                           | 271 (−17)                                | 1 Schlag                                 |
| 2007                        | 2007                                     | 2008                                     | Leopard Creek GC                         | John Bickerton                           | 275 (−13)                                | 1 Schlag                                 |
| 2006                        | 2006–07                                  | 2007                                     | Leopard Creek GC                         | Álvaro Quirós                            | 275 (−13)                                | 1 Schlag                                 |
| Dunhill Championship        |                                          |                                          |                                          |                                          |                                          |                                          |
| 2005                        | 2005–06                                  | 2006                                     | Leopard Creek GC                         | Ernie Els                                | 274 (−14)                                | 3 Schläge                                |
| 2004*                       | 2004–05                                  | 2005                                     | Leopard Creek GC                         | Charl Schwartzel                         | 281 (−7)                                 | Sieg im Playoff                          |
| 2004*                       | 2003–04                                  | 2004                                     | Houghton GC                              | Marcel Siem                              | 266 (−22)                                | Sieg im Playoff                          |
| 2003                        | 2002–03                                  | 2003                                     | Houghton GC                              | Mark Foster                              | 273 (−15)                                | Sieg im Playoff                          |
| 2002                        | 2001–02                                  | 2002                                     | Houghton GC                              | Justin Rose                              | 268 (−20)                                | 2 Schläge                                |
| Alfred Dunhill Championship |                                          |                                          |                                          |                                          |                                          |                                          |
| 2001                        | 2000–01                                  | 2001                                     | Houghton GC                              | Adam Scott                               | 267 (−21)                                | 1 Schlag                                 |
| 2000+                       | 1999–00                                  | 2000                                     | Houghton GC                              | Anthony Wall                             | 204 (−12)                                | 2 Schläge                                |

* – Zwei Veranstaltungen 2004, da Termin von Januar auf Dezember verlegt wurde.

+ – 2000 Veranstaltung wegen Regen auf drei Runden verkürzt.